# Тікушу-Векі
Тікушу-Векі (рум. Ticușu Vechi) — село у повіті Брашов в Румунії. Адміністративний центр комуни Тікушу.
Село розташоване на відстані 183 км на північний захід від Бухареста, 49 км на північний захід від Брашова, 148 км на південний схід від Клуж-Напоки.

## Населення
За даними перепису населення 2002 року у селі проживали 633 особи.
Національний склад населення села:
| Національність | Кількість осіб | Відсоток |
| -------------- | -------------- | -------- |
| цигани         | 332            | 52,4%    |
| румуни         | 287            | 45,3%    |
| угорці         | 7              | 1,1%     |
| німці          | 7              | 1,1%     |

Рідною мовою назвали:
| Мова      | Кількість осіб | Відсоток |
| --------- | -------------- | -------- |
| румунська | 618            | 97,6%    |
| угорська  | 8              | 1,3%     |
| німецька  | 7              | 1,1%     |